# 福斯訴維戈塞案
福斯訴維戈塞案, 563 U.S. 826 (2011)，是美國最高法院的一個案例，在該案例中，法院認為，在涉及輕浮和非輕浮索賠的訴訟中，可以向被告支付合理費用，但僅限於因輕浮索賠而產生的費用。